# Ведмеді пізнають вогонь
«Ведмеді пізнають вогонь» (англ. Bears Discover Fire) —  оповідання американського письменника-фантаста Террі Біссона, яке було удостоєне премії Г'юго. 
Вперше опубліковане в журналі «Isaac Asimov's Science Fiction Magazine» v14 № 8:144- (серпень 1990).

## Сюжет
В Луїсвіллі з'явилися ведмеді, які вміють збирати і розпалювати багаття, гріючись біля них зимовими вечорами замість того, щоб піти в сплячку. Стара мати головного героя йде з інтернату і приєднується до тварин.
Уривок з оповідання: 
|  | ...Запах ведмедів різкий, але не неприємний, варто тільки звикнути до нього. Не те що він нагадує запах хліва, просто дикий. Я нахилився, щоб прошепотіти матінці на вухо, але вона негативно похитала головою. НЕВВІЧЛИВО ШЕПОТІТИСЯ В ПРИСУТНОСТІ ІСТОТ, які НЕ ВОЛОДІЮТЬ ДАРОМ МОВИ, — вимовила вона мені безмовно. Уоллес-молодший теж мовчав. Матінка поділилася з нами своїм покривалом, і ми дивилися на вогонь, здавалося, цілі години. Великий ведмідь підтримував багаття, ламаючи гілки і сучки, притримуючи їх за один кінець і наступаючи на середину, як це роблять люди. Він дуже вміло регулював висоту полум'я. Ще один час від часу ворошил вугілля дубиною, але інші не втручалися. Схоже, мало хто із звірів знав, як користуватися вогнем, і саме вони захоплювали із собою інших. Але хіба не те ж саме у людей? Іноді з'являвся невеликий ведмідь, входив в освітлене коло і скидав у купу принесений хмиз. Придорожній хмиз відрізнявся сріблястим відтінком, як плавець, викинутий морем...: |

## Нагороди
- 1990 рік — Премія «Неб'юла» (англ. Nebula Award) у номінації "оповідання" (Short Story).
- 1991 рік — Премія (читацька) Азімова (англ. Asimov's Readers' Awards) в номінації "оповідання".
- 1991 рік — Премія «Г'юго» (англ. Hugo Award) у номінації "оповідання" (Short Story).
- 1991 рік — Меморіальна премія імені Теодора Стерджона (англ. Theodore Sturgeon Award) у номінації найкраще НФ "оповідання".
- 1991 рік — Премія «Локус» (англ. Locus Award) у номінації "оповідання" (Short Story).
- 1991 — SF Chronicle Award

## Видання
Оповідання входить до збірок:
- Bears Discover Fire (виходив так само під назвою The Shadow Knows), 1993 рік — це самий перший збірник Біссона з 19 оповідань, включаючи Вони зроблені з м'яса.
- Мінський журнал НФ-фантастики «Фантакрим-MEGA'», № 2, 1992 рік.
- Антологія The New Hugo Winners III, Конні Вілліс, Мартін Р. Грінберг, 1992 рік — в антологію так само увійшли твори Майка Рєзніка, Джорджа Алек Еффінджера, Конні Вілліс, Роберта Сілверберґа, Лоїс Макмастер Буджолд, Джо Голдемана.
- Антологія Masterpieces: The Best Science Fiction of the Century, Орсон Скотт Кард, 2001 рік — збірка найкращих, на думку Карда оповідань XX століття, в нього Кард зібрав розповіді 27 своїх колег: П. Андерсона, Р. Гайнлайна, А. Азімова, Т. Стерджона, А. Кларка, Р. Бредбері, Г. Еллісона, Д. Мартіна, Р. Сілверберга, Ф. Підлоги, В. Гібсона, Д. Кроулі, Т. Біссона та інших...
- Антологія Best of the Best: 20 Years of the year's Best Science Fiction, Ґерднер Дозуа, 2005 рік